# 帶著使命潛水
帶著使命潛水（縮寫：DWP）是美國的非營利組織，成立目的旨在尋找和紀錄與大西洋奴隸貿易相關的沉船。

## 歷史
帶著使命潛水組織始於肯尼思·斯圖爾特（Kenneth Stewart）和布倫達·蘭森多夫（Brenda Lanzendorf）於2003年的合作夥伴關係，前者為田納西州水產計畫（Tennessee Aquatic Project）和全國黑人潛水員協會（National Association of Black Scuba Divers）的退休影印機修理工；後者則是比斯坎國家公園的海洋考古學家。兩人在2004年合作拍攝紀錄片《格里洛計畫》（The Guerrero Project）時相識，該片紀錄下尋找1827年沉沒於佛羅里達海岸的西班牙奴隸船格里洛號殘骸的過程，蘭森多夫是該片的主角之一。期間兩人受到紀錄片的啟發而於2005年創立海洋考古研究組織－帶著使命潛水。
帶著使命潛水曾出現在由山繆·傑克森主演和監製的2020年電視紀錄片系列《被奴役》中。該組織也成為2021年紀錄片《Water: Diving with a Purpose》的主題，由電影製作人查爾斯·托德（Charles Todd）製作。

## 活動
自組織成立以來，大約有300名的潛水員參加其海洋考古計畫，該項目包括為期一周的培訓，並要求須具備一定的經驗。目的是為培育潛水員有能力「協助記錄和保存文物及沉船殘骸的歷史」。2011年，組織推出一項針對青年族群的分支計畫「帶著使命潛水的青年」（Diving With a Purpose, YDWP）。
帶著使命潛水參與了多個沉船殘骸的發現與紀錄，包括奴隸船聖若澤帕克特非洲號和克利提達號。其他還有協助定位墜毀於五大湖的塔斯克基飛機殘骸位置和繪製其地圖，之後位於密西根州休倫港的塔斯克基紀念碑亦在2021年完工。
帶著使命潛水也與部分團體及美國聯邦機構合作，包括國家海洋暨大氣總署、國家公園管理局、黑人考古學家協會和奴隸船殘骸項目（Slave Wrecks Project，由DWP、非裔美國人歷史和文化國家博物館、國家公園管理局、喬治·華盛頓大學、南非自然歷史博物館和南非遺產資源局共同合作）等。

## 外部連結
- 帶著使命潛水
- These Divers Search For Slave Shipwrecks and Discover Their Ancestors （页面存档备份，存于），國家地理－透過YouTube，2019年8月18日
- Teenagers are scuba diving in Florida to help find sunken ships （页面存档备份，存于），《華盛頓郵報》－透過YouTube，2020年2月27日
- Diving With A Purpose | Weldon Wade （页面存档备份，存于），TEDx－透過YouTube，2014年12月6日